# Oryza
Oryza is een geslacht uit de grassenfamilie (Poaceae). De soorten komen van nature voor in tropisch en subtropisch Centraal-Amerika, Zuid-Amerika, Afrika, Azië en Australië. Het omvat onder meer een van de belangrijkste voedingsgewassen, rijst.

## Soorten
- Oryza australiensis Domin
- Oryza barthii  A.Chev.
- Oryza brachyantha A.Chev. & Roehr.
- Oryza coarctata Roxb.
- Oryza eichingeri Peter
- Oryza glaberrima Steud. - Afrikaanse rijst
- Oryza grandiglumis (Döll) Prodoehl
- Oryza latifolia Desv.
- Oryza longiglumis Jansen
- Oryza longistaminata A.Chev. & Roehr.
- Oryza meyeriana (Zoll. & Moritzi) Baill.
- Oryza minuta J.Presl
- Oryza neocaledonica Morat
- Oryza officinalis Wall. ex Watt
- Oryza punctata Kotschy ex Steud.
- Oryza ridleyi Hook.f.
- Oryza rufipogon Griff. - Wilde rijst
- Oryza sativa L. - Aziatische rijst
  - Oryza sativa indica
  - Oryza sativa japonica
- Oryza schlechteri Pilg.